# Léon Stekke
Œuvres principales
- "Impression de Cinema", op. 22
- Poème sylvestre pour cor solo en fa et orchestre ou piano
- Ode orphéonique pour chœur à 4 voix d'hommes
- "L'âme des forgerons", pour chœur à 4 voix d'hommes.

Léon Stekke est un compositeur belge, professeur de solfège et d'harmonie, né le 12 octobre 1904 à Soignies et mort le 24 janvier 1970 à Ixelles (Bruxelles).

## Biographie
Léon Stekke naît à Soignies le 12 octobre 1904.
Il étudie à Bruxelles avec Joseph Jongen et Paul Gilson, avant d'enseigner au Conservatoire royal de Bruxelles de 1942 jusqu'à sa mort.
Il a, entre autres, pour élève Pierre Bartholomée qui dira de lui:  « Comme professeur d'harmonie, il s'est révélé rayonnant, inspiré, non dogmatique, travaillant à partir de l'œuvre plutôt qu'à partir des règles scolaires ».
Léon Stekke meurt le 24 janvier 1970 à Ixelles (Bruxelles).

## Œuvre
Comme compositeur, Léon Stekke est notamment l'auteur d'un opéra, Les Cornes du croissant (Bruxelles, 1952), et de deux cantates, Héro et Léandre (1931) et La Légende de saint Hubert (1933). Figurent également à son catalogue :
- Fantaisie-rhapsodie, pour orchestre ;
- Burlesco, pour hautbois et orchestre ;
- Fantaisie élégiaque, pour cor anglais et orchestre ;
- Prélude et danse, op. 12, pour clarinette et piano ;
- Concerto pour trompette, op. 17 (Bruxelles, 1948) ;
- Poème sylvestre, op. 21, pour cor solo en fa et orchestre ou piano ;
- Impression de cinéma, op. 22, pour basson ou clarinette et orchestre ou piano ;
- Variations en fa dièse mineur, op. 24, pour trombone et orchestre ou piano (1942) ;
- L'âme des forgerons, op. 39, pour chœur à 4 voix d'hommes (poésie de Paul Lisse) ;
- Ode orphéonique, pour chœur à 4 voix d'hommes ;
- des mélodies ;
- des pièces pour piano.